# Zur Judenfrage

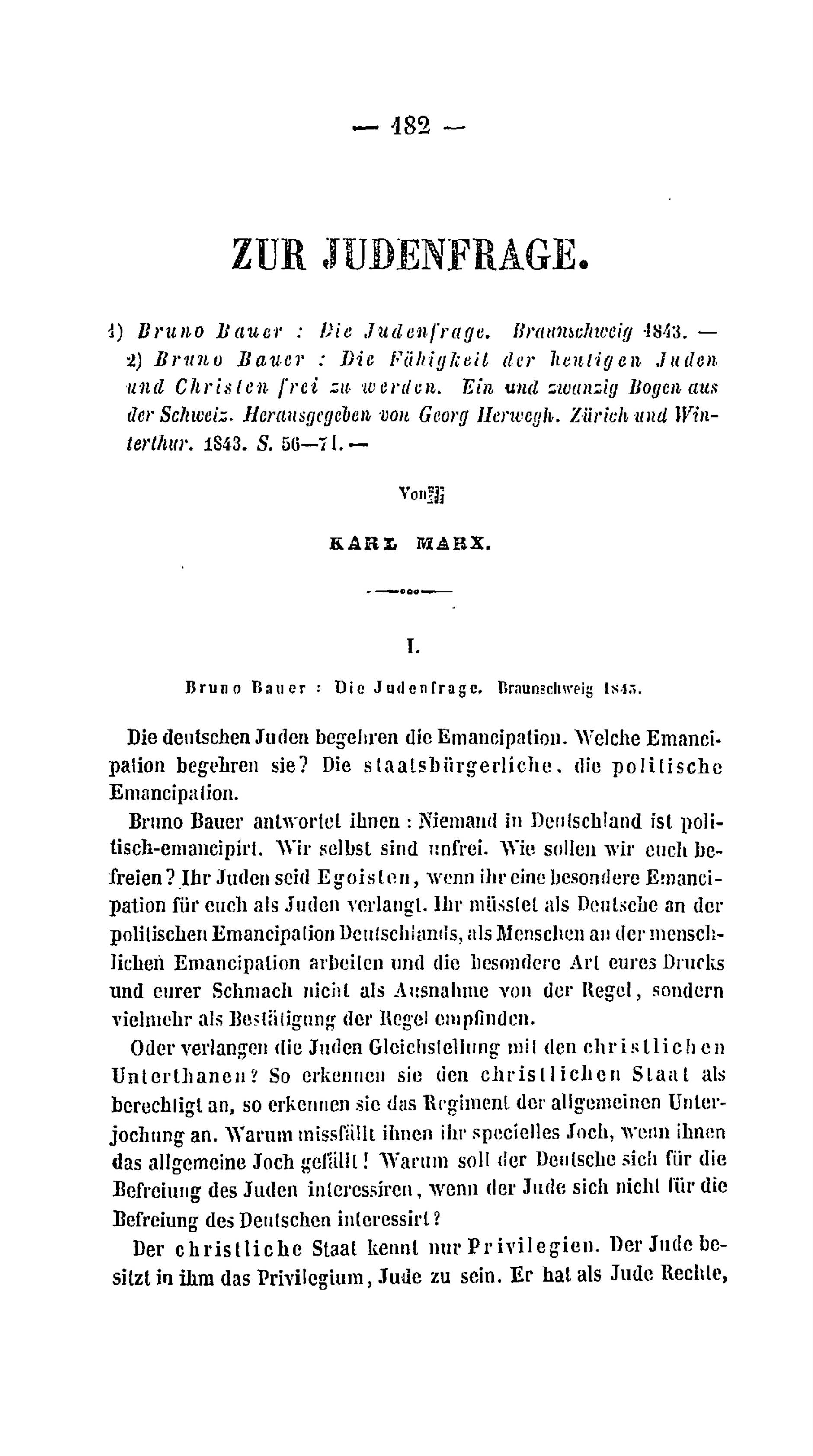
Anfang von „Zur Judenfrage“ in den Deutsch-französischen Jahrbüchern 1844, Seite 182

Zur Judenfrage ist eine 1843 geschriebene Rezension von Karl Marx über zwei von Bruno Bauer verfasste Arbeiten, die 1844 veröffentlicht wurde.

## Entstehungs- und Veröffentlichungsgeschichte
Marx verfasste die 34 Seiten lange Rezension zwischen Oktober und Dezember 1843, nachdem er Arbeiten an einem zu seinen Lebzeiten unveröffentlichten Konvolut von Manuskriptbogen beendet hatte, die später unter dem Titel Zur Kritik der Hegelschen Rechtsphilosophie veröffentlicht wurden. Anfangs befand er sich dabei in Kreuznach, wo er im Juni 1843 Jenny von Westphalen heiratete und seine Flitterwochen verbrachte, ab Oktober in Paris. Der Aufsatz setzt sich mit zwei 1843 erschienenen Texten von Bruno Bauer auseinander, Die Judenfrage (1843) und dem Aufsatz Die Fähigkeit der heutigen Juden und Christen, frei zu werden (1843). Erstmals veröffentlicht wurde der Text im Februar 1844 in Paris, in der einzigen veröffentlichten Ausgabe der von Marx und Arnold Ruge herausgegebenen Deutsch-Französischen Jahrbücher. Eine französische Übersetzung durch Hermann Ewerbeck erschien 1850 in Paris. Erstmals versuchte Wilhelm Hasselmann in seinem Artikel Das Judentum Marx’ Arbeit für seine antisemitischen Zwecke zu nutzen. Im Zusammenhang des Berliner Antisemitismusstreites veröffentlichte Eduard Bernstein im Sozialdemokrat im Juni und Juli 1881 den zweiten Teil des Aufsatzes. Der gesamte Text erschien im Oktober 1890 im von Wilhelm Liebknecht redigierten Berliner Volksblatt.
In den 1920er Jahren griff die Kommunistische Partei Deutschlands (KPD) während politischer Rivalitäten mit den Nationalsozialisten mehrfach selbst auf Elemente der antisemitischen Propaganda zurück. Aus Anlass des vierzigsten Todestages von Marx im März 1923 reproduzierte die KPD-Tageszeitung Die Rote Fahne einen Auszug aus dem zweiten Teil von Zur Judenfrage einschließlich des Schlusssatzes „Die gesellschaftliche Emanzipation des Juden ist die Emanzipation der Gesellschaft vom Judentum“, versehen mit dem zusätzlichen, nicht von Marx stammenden Untertitel Den Nationalsozialisten ins Stammbuch. Der Antisemitismusforscher Olaf Kistenmacher interpretiert dies als eine Fehldeutung des Auszuges durch die KPD mit dem Ziel, sich als ebenfalls judenfeindlich darzustellen.

## Theoretischer und praktischer Hintergrund

### Marx’ persönliche Verbindung zum Judentum
Als Karl Marx zwei oder drei Jahre alt war, konvertierte sein Vater vom jüdischen Glauben zum protestantischen Christentum, da er als Jude nicht den Beruf eines Rechtsanwalts ausüben durfte. Beide Großväter waren Rabbiner gewesen und viele andere Vorfahren auch. Im Alter von sechs Jahren wurde Karl Marx am 26. August 1824 zusammen mit seinen sechs Geschwistern im Haus seiner Eltern evangelisch getauft. Am 23. März 1834 wurde er, ebenfalls in der evangelischen Kirchengemeinde Trier, konfirmiert.
Die jüdische Abstammung war auch seinen Zeitgenossen bewusst, weshalb einige von ihnen auf seine ehemalige Glaubenszugehörigkeit verwiesen und ihn teilweise sehr direkt antisemitisch anfeindeten, etwa Bakunin, obwohl Marx sich von jeder Religiosität abwandte und diese fundamental kritisierte. Da bestimmte Formulierungen bei Marx im jeweils historisch gegenwärtigen Kontext, innerhalb der eigenen ideologischen Anschauung und außerhalb des Entstehungszusammenhangs interpretiert wurden, kam des Öfteren Kritik oder positive Reklamation bezüglich eines vermeintlichen Antisemitismus bei Marx auf, wozu neben der Schrift Zur Judenfrage auch Privatbriefe von Marx an Engels über Ferdinand Lassalle gehörten. In einem Brief an seinen Onkel Lion Philips vom 29. November 1864 sprach Marx in Bezug auf Benjamin Disraeli von einem „Stammesgenossen“. Das Verhältnis von Marx zum Judentum wird immer wieder kontrovers diskutiert, selten jedoch innerhalb ‚marxistischer Theoriebildung‘, da Marx nur wenige verwertbare Aussagen über das Judentum in einem solchen Sinne traf.
Franz Mehring schreibt in seiner Marx-Biographie, dass die Briefe von Marx an seine Eltern keine „Spur von jüdischer Art oder Unart“ aufweisen. Den Austritt des Vaters vermutet er darin, dass „die Lossagung vom Judentum … unter den damaligen Zeitläuften nicht nur ein Akt religiöser, sondern auch – und vornehmlich – ein Akt sozialer Emanzipation“ war. Der aufgeklärte, „freimenschlich“ gebildete Vater, „von aller jüdischen Befangenheit [befreit],“ hätte Marx durch die aufgeklärte Bildung, die er ihm zukommen ließ, ein „wertvolles Erbe hinterlassen“. Dawid Rjasanow zeichnet hingegen ein etwas anderes Bild. Er weist darauf hin, dass viele bedeutende deutsche Denker für den Sozialismus in Deutschland, wie Marx, Lassalle, Heine oder Börne, jüdischer Herkunft waren, was er auf die doppelte Unterdrückung zurückführt, der jüdische Systemkritiker ausgesetzt waren. Diese sich verschärfende Diskriminierung habe auch Marx’ Vater, obwohl schon lange nicht mehr religiös, dazu bewogen, die Konfession zu wechseln, wie schon Mehring andeutete. Helmut Hirsch beschreibt einen Fall aus dem Jahre 1843, in dem Marx im Alter von 24 Jahren von der jüdischen Gemeinde in Köln darum gebeten wurde, eine Petition zur Befreiung von Repressionen zu verfassen, die Marx gern unterzeichnete, wie Marx an Arnold Ruge am 13. März 1843 schrieb. Schon die Rheinische Zeitung hatte mehrfach gegen die Unterdrückung der Juden Stellung genommen. Bei der Vorbereitung der Marx-Engels-Gesamtausgabe reiste Hans Stein 1928 nach Trier und befragte Zeitzeugen. Die Witwe Becker erzählte von ihrem Vater, der bei Heinrich Marx gearbeitet hatte, und erklärte zum Grund des Religionswechsels: „weil Marx ein öffentliches Amt bekleidete, konnte er nicht Jude sein“. Eleanor Marx schrieb am 21. Oktober 1890: “I shall be very glad to speak at that meeting […] the more glad, that my Father was a Jew” (“ich werde sehr gerne auf dieser Versammlung sprechen, .... umso mehr, da mein Vater Jude war.”) Und während der Dreyfus-Affäre sagte sie: “I am a Jewess” (“ich bin Jüdin”.)

### Theoriegeschichte
1841 promovierte Marx mit seiner Arbeit über antike Materialisten (Differenz der demokritischen und epikureischen Naturphilosophie), mit deren Widmung er einen idealistischen Standpunkt pries, zum Doktor der Philosophie. Jedoch findet sich schon 1837 in einem privaten Brief an seinen Vater eine vom hegelschen System und dem Idealismus abgewandte Auffassung. Zu diesen Zeiten bewegte sich Marx in junghegelianischen Kreisen. Nach seinem Studium war er ab Oktober 1842 in der gerade gegründeten Rheinischen Zeitung als Chefredakteur tätig, wo er auf Engels traf und erstmals in „die Verlegenheit [kam], über sogenannte materielle Interessen“, auch solche des Proletariats, mitreden zu müssen. Dies veranlasste ihn dazu, sich vermehrt mit ökonomischen Theorien, vor allem der Klassischen Nationalökonomie, auseinanderzusetzen. Zu dieser Zeit begann er, sich vermehrt mit dem feuerbachschen Materialismus zu beschäftigen und sich mit den Strömungen der sozialistischen und kommunistischen Bewegungen vertraut zu machen. Nach dem erzwungenen Publikationsstopp der Rheinischen Zeitung im März 1843 plante Marx mit Arnold Ruge die Veröffentlichung der Deutsch-Französischen Jahrbücher. Im Zuge der Arbeiten für die Deutsch-Französischen Jahrbücher verfasste Marx von März bis August 1843 Zur Kritik der Hegelschen Rechtsphilosophie und direkt darauf folgend bis Dezember 1843 die Schrift Zur Judenfrage. Aus einem Briefwechsel mit Ruge, der ebenfalls in den Jahrbüchern veröffentlicht wurde, wird deutlich, dass sich Marx im September 1843 noch nicht als Sozialist oder Kommunist verstand. Zur Judenfrage setzt sich vor allem kritisch mit dem theologischen Idealismus der Junghegelianer auseinander, dem Marx die wirkliche Gesellschaft entgegensetzen wollte. In selbiger Vorgehensweise steht auch seine darauf folgende und ebenfalls in den Jahrbüchern veröffentlichte Schrift Zur Kritik der Hegelschen Rechtsphilosophie. Einleitung, die Marx’ berühmte Religionskritik beinhaltet und in der er erstmals das Proletariat zum revolutionären Subjekt erhebt. In Die heilige Familie (1844) erfolgt eine weitere Auseinandersetzung mit der Thematik der Schrift Zur Judenfrage unter Einbeziehung derselben. Marx und Engels bezeichneten Zur Judenfrage in der Deutschen Ideologie (1845) kritisch als eine in „philosophischer Phraseologie“ verfasste, jedoch trotzdem prinzipiell materialistische Schrift. In Zur Kritik der politischen Ökonomie von 1859 merkte Marx bezüglich der Deutschen Ideologie an, dass er und Engels vorhatten, „den Gegensatz unsrer Ansicht gegen die ideologische der deutschen Philosophie gemeinschaftlich auszuarbeiten, in der Tat mit unserm ehemaligen philosophischen Gewissen abzurechnen. Der Vorsatz ward ausgeführt in der Form einer Kritik der nachhegelschen Philosophie,“ mit der sich Marx schon zuvor kritisch auseinandergesetzt hatte, ihr aber nun erstmals eine begrifflich und inhaltlich neue, dialektisch materialistische – marxistische – Theorie entgegensetzte.
Alle Entstehungsmomente der marxschen Theorie, die Auseinandersetzung mit Hegel, Feuerbach, der politischen Ökonomie, der Arbeiterbewegung, finden sich schon keimhaft, aber nicht in ausgearbeiteter Form wieder. Am weitesten ist die Kritik Hegels abgeschlossen, während sich die marxsche Auseinandersetzung mit der politischen Ökonomie erst in den Anfängen befindet und die Zuwendung zu (und später folgende Kritik von) Feuerbachs Materialismus in den Schriften nicht dezidiert hervortritt. Zentrale Begriffe in späteren Schriften sind noch nicht ausgearbeitet, ebenso wenig eine „historisch-materialistische“ Theorie. Mit den 1844 verfassten Ökonomisch-philosophischen Manuskripten, die als erstes größeres politökonomisches Werk gelten, und den 1845 verfassten Thesen über Feuerbach, wie der zu Lebzeiten unveröffentlichten Deutschen Ideologie, dem Kommunistischen Manifest, der marxistischen Wirtschaftstheorie, die erst im Kapital zur Gänze ausgearbeitet wurde, fehlten noch zentrale theoretische Momente, die in späteren Schriften von großer Bedeutung waren. Schon in dieser Schrift finden sich Gedanken und Grundproblematiken über die Möglichkeiten menschlicher Emanzipation, die Marx sein gesamtes Schaffen lang beschäftigten.
Die Schrift Zur Judenfrage kann nach Auffassung von Urs Linder als innerhalb der frühen Arbeiten von Marx „klarste Zurückweisung der von Locke erfundenen philosophischen Akteursfigur der Person als Privateigentümer“ gelten.

## Inhalt
„Alle Emanzipation ist Zurückführung der menschlichen Welt, der Verhältnisse, auf den Menschen selbst.“

Marx widmet sich in der Schrift der Frage nach politischer und menschlicher Emanzipation, wobei wie schon in der zuvor verfassten Schrift Zur Kritik der Hegelschen Rechtsphilosophie das widersprüchliche Verhältnis von politischem Staat und bürgerlicher Gesellschaft, wie dessen Lösung, zentral für die Argumentation ist.
Einleitend stellt Marx Bruno Bauers Lösung der Judenfrage dar. Nach Marx fasse Bauer die Judenfrage auf als eine Frage von dem Verhältnis der Religion zum Staat, von dem Widerspruch der religiösen Befangenheit und der politischen Emanzipation. Die Emanzipation von der Religion würde „als Bedingung gestellt, sowohl an den Juden, der politisch emanzipiert sein will, als an den Staat, der emanzipieren und selbst emanzipiert sein soll.“ Nach Marx müsste nicht nur gefragt werden, wer emanzipieren soll und wer emanzipiert werden sollte, ebenso müsste gefragt werden: „Welche Bedingungen sind im Wesen der verlangten Emanzipation begründet?“ Bauers Fehler liege darin, „daß er nur den ‚christlichen Staat‘, nicht den ‚Staat schlechthin‘ der Kritik unterwirft, daß er das Verhältnis der politischen Emanzipation zur menschlichen Emanzipation nicht untersucht“. Marx stellt anhand konkreter Beispiele heraus, dass volle politische Emanzipation durchaus mit der fortwährenden Existenz und Praxis von Religion möglich sei, ersichtlich am Beispiel der Trennung von Staat und Religion in den Vereinigten Staaten. „Der Staat kann sich also von der Religion emanzipiert haben, sogar wenn die überwiegende Mehrzahl noch religiös ist. Und die überwiegende Mehrzahl hört dadurch nicht auf, religiös zu sein ...“ Es stelle sich daher die Frage:

„Wie verhält sich die vollendete politische Emanzipation zur Religion? Finden wir selbst im Lande der vollendeten politischen Emanzipation [Anm.: USA] nicht nur die Existenz, sondern die lebensfrische, die lebenskräftige Existenz der Religion, so ist der Beweis geführt, daß das Dasein der Religion der Vollendung des Staats nicht widerspricht. Da aber das Dasein der Religion das Dasein eines Mangels ist, so kann die Quelle dieses Mangels nur noch im Wesen des Staats selbst gesucht werden. Die Religion gilt uns nicht mehr als der Grund, sondern nur noch als das Phänomen der weltlichen Beschränktheit. Wir erklären daher die religiöse Befangenheit der freien Staatsbürger aus ihrer weltlichen Befangenheit. … Wir behaupten, daß sie ihre religiöse Beschränktheit aufheben, sobald sie ihre weltliche Schranke aufheben. Wir verwandeln nicht die weltlichen Fragen in theologische. Wir verwandeln die theologischen Fragen in weltliche. Nachdem die Geschichte lange genug in Aberglauben aufgelöst worden ist, lösen wir den Aberglauben in Geschichte auf. Die Frage von dem Verhältnisse der politischen Emanzipation zur Religion wird für uns die Frage von dem Verhältnis der politischen Emanzipation zur menschlichen Emanzipation.“

Dieser Gegensatz, auf den sich die Judenfrage schließlich reduziere, sei „das Verhältnis des politischen Staates zu seinen Voraussetzungen, mögen dies nun materielle Elemente sein, wie das Privateigentum etc., oder geistige, wie Bildung, Religion, den Widerstreit zwischen dem allgemeinen Interesse und dem Privatinteresse, die Spaltung zwischen dem politischen Staat und der bürgerlichen Gesellschaft, diese weltlichen Gegensätze läßt Bauer bestehen, während er gegen ihren religiösen Ausdruck polemisiert.“
Marx fasst zusammen: „Der Widerspruch, in welchem sich der Anhänger einer besondern Religion mit seinem Staatsbürgertum befindet, ist nur ein Teil des allgemeinen weltlichen Widerspruchs zwischen dem politischen Staat und der bürgerlichen Gesellschaft. ... Die Emanzipation des Staats von der Religion ist nicht die Emanzipation des wirklichen Menschen von der Religion. Wir sagen also nicht mit Bauer den Juden: Ihr könnt nicht politisch emanzipiert werden, ohne euch radikal vom Judentum zu emanzipieren. Wir sagen ihnen vielmehr: Weil ihr politisch emanzipiert werden könnt, ohne euch vollständig und widerspruchslos vom Judentum loszusagen, darum ist die politische Emanzipation selbst nicht die menschliche Emanzipation.“
Während die Menschen im bürgerlichen Staat Gleiche seien, so seien sie in der Gesellschaft Ungleiche, mehr noch, die Gleichheit im Staat verewige die Ungleichheit in der Gesellschaft. Recht existiere historisch, wie Marx am Beispiel des Feudalismus und den darauf folgenden bürgerlichen Revolutionen zu verdeutlichen sucht, vor allem als Vorrecht, Privilegien zu sichern. In diesem Zusammenhang formuliert Marx eine Kritik der Menschenrechte, obwohl er diese politische Emanzipation als wichtigen Schritt hin zu menschlicher Emanzipation und als letzte Form menschlicher Emanzipation „innerhalb der bisherigen Weltordnung“ betrachtet. Das Recht auf Freiheit sei nicht durch die „Verbindung des Menschen mit dem Menschen, sondern vielmehr [durch die] Absonderung des Menschen von dem Menschen“ gegeben. Dieses Recht fasst er vornehmlich hinsichtlich der Freiheit auf Privateigentum, daher dem „Recht, willkürlich (à son gré), ohne Beziehung auf andre Menschen, unabhängig von der Gesellschaft, sein Vermögen zu genießen und über dasselbe zu disponieren, das Recht des Eigennutzes. Jene individuelle Freiheit, wie diese Nutzanwendung derselben, bilden die Grundlage der bürgerlichen Gesellschaft.“ Das Recht auf Sicherheit erhebe sich in der bürgerlichen Gesellschaft nicht über den Egoismus ihrer Mitglieder, es sei „vielmehr die Versicherung ihres Egoismus,“ um jedem Gesellschaftsmitglied die „Erhaltung seiner Person, seiner Rechte und seines Eigentums zu garantieren.“ Der gesellschaftliche Zusammenhalt der einzelnen Mitglieder sei einzig durch den Erhalt „ihres Eigentums und ihrer egoistischen Person“ begründet.
Nach Marx löste die politische Revolution des Bürgertums einerseits den politischen Charakter der feudalen Gesellschaft auf, mit der Zerschlagung aller Stände, Korporationen, Privilegien, „die ebensoviele Ausdrücke der Trennung des Volkes von seinem Gemeinwesen waren.“ Andererseits befreite sie den politischen Staat von seiner „Vermischung mit dem bürgerlichen Leben und konstituierte ihn als die Sphäre des Gemeinwesens, der allgemeinen Volksangelegenheit in idealer Unabhängigkeit von jenen besondern Elementen des bürgerlichen Lebens.“ Die politische Emanzipation führte zur „Reduktion des Menschen, einerseits auf das Mitglied der bürgerlichen Gesellschaft, auf das egoistische unabhängige Individuum, andrerseits auf den Staatsbürger, auf die moralische Person.“ „Sie zerschlug die bürgerliche Gesellschaft“ daher „in ihre einfachen Bestandteile, … Die bestimmte Lebenstätigkeit und die bestimmte Lebenssituation sanken zu einer nur individuellen Bedeutung herab. Sie bildeten nicht mehr das allgemeine Verhältnis des Individuums zum Staatsganzen.“ Die Aufhebung der feudalen Verhältnisse war somit „die Abschüttlung der Bande, welche den egoistischen Geist der bürgerlichen Gesellschaft gefesselt hielten. Die politische Emanzipation war zugleich die Emanzipation der bürgerlichen Gesellschaft von der Politik,“ die „Vollendung des Idealismus des Staats war zugleich die Vollendung des Materialismus der bürgerlichen Gesellschaft.“
Zur Überwindung dieses Umstands müsse die bürgerliche Gesellschaft grundlegend verändert werden. „Die Emanzipation vom Schacher und vom Geld, also vom praktischen, realen Judentum wäre die Selbstemanzipation unsrer Zeit“.  „Erst wenn der wirkliche individuelle Mensch den abstrakten Staatsbürger in sich zurücknimmt … erst wenn der Mensch seine ‚forces propres‘ [Anm.: ‚eigene Kräfte‘] als gesellschaftliche Kräfte erkannt und organisiert hat und daher die gesellschaftliche Kraft nicht mehr in der Gestalt der politischen Kraft von sich trennt, erst dann ist die menschliche Emanzipation vollbracht.“

## Rezeption
Ob die Schrift antisemitisch ist, ist in der Forschung umstritten. Hannah Arendt nennt sie in ihrem 1955 auf Deutsch erschienenen Werk Elemente und Ursprünge totaler Herrschaft ein „klassisches Werk“ des „Antisemitismus der Linken“. Auch Edmund Silberner von der Hebräischen Universität Jerusalem schätzt Marx unter anderem wegen dieser Schrift als Antisemiten ein. Dem widerspricht der Historiker Lars Fischer: Es sei Marx gar nicht um Angriffe auf das Judentum gegangen, sondern um Kapitalismuskritik und Möglichkeiten der gesellschaftlichen Emanzipation. Im Handbuch des Antisemitismus kommt Matthias Vetter zu dem Schluss, dass Marx mit ihr keine antisemitischen Vergleichskonstruktionen verfolgt habe; seine Sprache, seine Vergleiche und seine Absichten seien aber sehr wohl antisemitisch gewesen. Die wenig rezipierte Schrift könne nicht als Beginn eines linken Antisemitismus verstanden werden, wohl aber als Beginn einer linken Unterschätzung der Judenfeindschaft und der Auffassung, „dass die einzige Zukunft des Judentums in seinem Verschwinden liege“.
Der Soziologe Detlev Claussen kritisiert den Text Zur Judenfrage als „unmaterialistisch und unwissenschaftlich“, weil er nicht den Unterschied zwischen vorbürgerlicher und bürgerlicher Gesellschaft anzugeben wisse und in einer Analyse der Waren- und Geldzirkulation verharre.

## Ausgaben
- Karl Marx: Zur Judenfrage. In: Deutsch-Französische Jahrbücher, Paris 1844, S. 182 ff. (google books)
- Marx-Engels-Werke Bd. 1, S. 347–377. DEA Archiv
- Marx-Engels-Gesamtausgabe Abteilung I Bd. 2, Dietz Verlag, Berlin 1982, S. 141–169 und 648–667.